# Miguel Gil de Palomar
Miguel Gil de Palomar fue un pintor español del siglo XVI, vecino de Zaragoza.
En 1511 pintó las imágenes del sepulcro y retablo de Juan de Lanuza, virrey y almirante de Sicilia, encargado por la viuda de este, doña Beatriz de Lanuza y de Pimentel al escultor Gil Morlanes (padre) para el templo de Nuestra Señora del Pilar.
En 1517 era mayordomo de la cofradía o gremio de San Lucas de los Pintores de dicha ciudad y como tal convino la reforma y adición de las Ordenanzas dadas al gremio por el rey Fernando el Católico. Con otros pintores residentes en Zaragoza intervino entre 1518 y 1524 en el policromado del retablo mayor de la iglesia de San Pablo, obra de Damián Forment.